# Sedo
Die Sedo GmbH ist ein Unternehmen mit Sitz in Köln, das die gleichnamige Handelsplattform für Domains betreibt. Sie ist eine Konzerntochter der United Internet.

## Geschichte
Bei der Unternehmensgeschichte von Sedo muss unterschieden werden einmal in die ursprüngliche und heute noch bestehende Unternehmen Sedo GmbH und der späteren ehemaligen Sedo Holding AG, in welcher die Sedo GmbH kurzzeitig eine Tochter war.

### Sedo GmbH
Sedo ging im Januar 2000 in der ersten Version online, knapp ein Jahr später gründeten die Gesellschafter Tim Schumacher, Ulrich Priesner und Marius Würzner die Sedo GmbH für den weiteren Betrieb der Handelsplattform. Im selben Jahr beteiligte sich United Internet an Sedo.
Im Jahr 2004 gründete Sedo eine Niederlassung in den Vereinigten Staaten, als Standort wurde Boston gewählt. Auch ein Büro in London wurde eröffnet. 2007 erwarb Sedo den Konkurrenten GreatDomains.

### Ehemalige Sedo Holding

Logo der ehemaligen Beteiligungsgesellschaft

Die Konzernmutter United Internet übernahm schrittweise die Mehrheit der Affilinet GmbH und der AdLINK Group. Im Zuge der Reorganisation der vielfältigen Beteiligungen ordnete United Internet ihre Marken-Portfolio neu, aus der der Name AdLink Group herausfallen sollte. Die Gesellschaft AdLINK Group wurden 2010 umbenannt in Sedo Holding AG und die Verwaltung der zwei Konzerntöchter Sedo GmbH und Affilinet GmbH übertragen.
Am 21. März 2014 wurde die vollständige Übernahme der Sedo Holding AG durch United Internet mit der Eintragung in das Handelsregister abgeschlossen und die Firma von der Börse genommen. Einige Monate später wurde die Holding von einer Aktiengesellschaft in eine GmbH umgewandelt.
2014 wurde die Sedo Holding GmbH aufgelöst durch die Übertragung der affilinet GmbH in die andere Konzern-Steuerungsgesellschaft 1&1 Mail + Media Applications SE. Die Sedo GmbH hängt seitdem als direkte Konzerntochter unter der United Internet.

## Handelsplattform Sedo
Die Sedo GmbH betreibt die Handelsplattform Sedo, auf der Privatpersonen und Unternehmen beliebige Domains kaufen und verkaufen können. Mit über 3500 gehandelten Domains im Monat und über 18 Millionen Einträgen in der Datenbank ist Sedo der unangefochtene Spitzenreiter in diesem Segment. Sedo steht in über 20 Sprachen zur Verfügung. Sie erzielte 2013 einen Jahresumsatz von 28 Mio. Euro, hat Standorte in Deutschland und den USA und beschäftigt 165 Mitarbeiter.
Der An- und Verkauf von Domains ist nicht nur über Sedo selbst, sondern auch über Partner möglich. Unter der Bezeichnung SedoMLS betreibt das Unternehmen eine Schnittstelle, über die dritte Anbieter die Kernfunktionalität in ihre eigenen Websites integrieren können. Folgende Unternehmen unterstützen derzeit SedoMLS:
- Directi
- GoDaddy
- InterNetWire
- InterNetX
- Moniker
- Tucows
- united-domains

Neben dem Handel mit Domains bietet Sedo auch das Parken einer Domain an (sogenanntes Domainparking). Im Zuge dessen können Inhaber einer Adresse Einnahmen aus Werbung erzielen, die Sedo auf einer Umleitungsseite der Domain schaltet.